# Silene sericea
Silène soyeux
Espèce
Silene sericea, le Silène soyeux, est une espèce de plantes à fleurs de la famille des Caryophyllaceae. C'est une plante annuelle à fleurs roses endémique des côtes sableuses de Méditerranée occidentale.

## Description

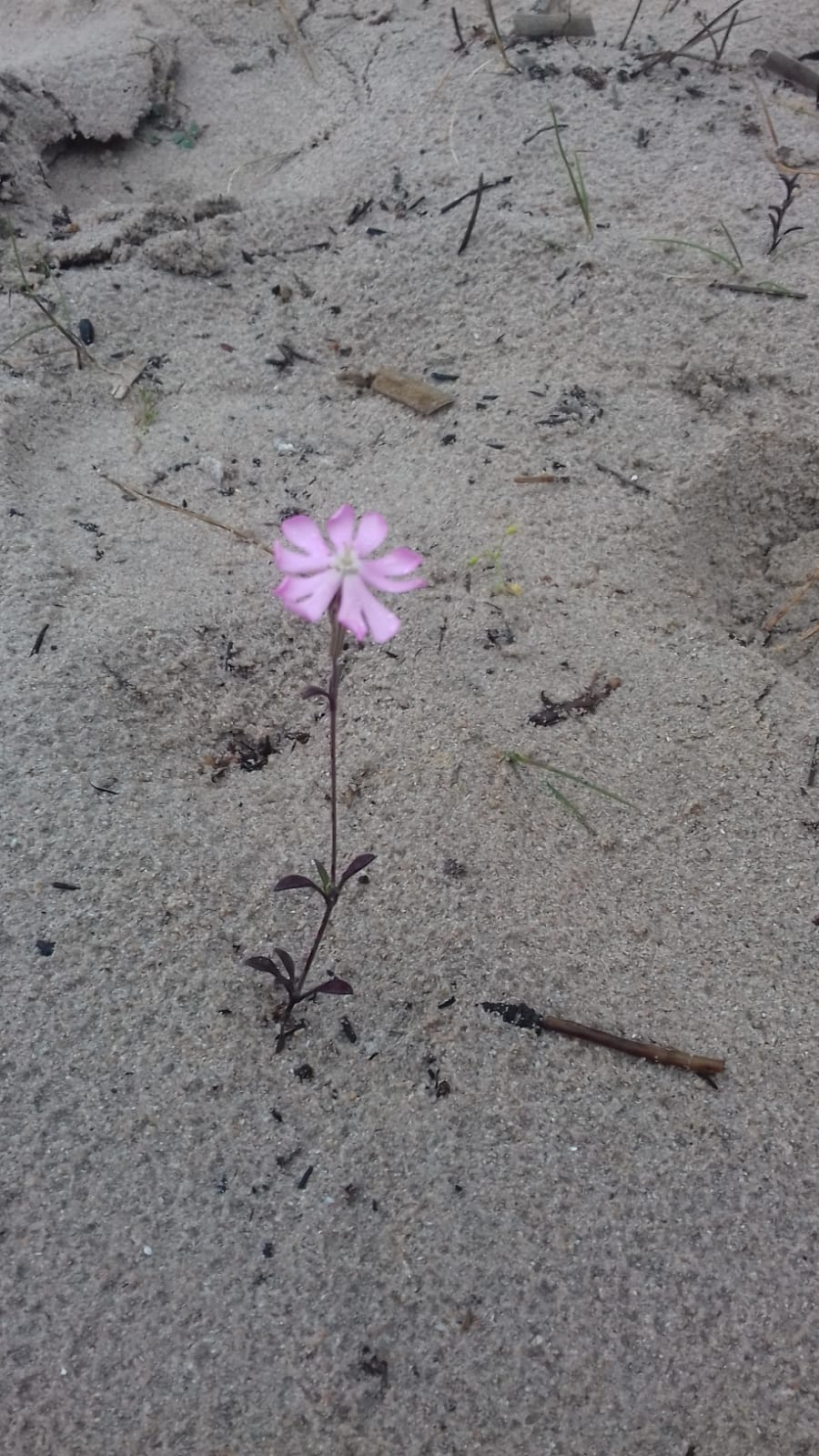
Pied à fleur unique.

### Appareil végétatif
C'est une plante annuelle, pubescente-grisâtre, à racine pivotante. Ses tiges sont longues de 8 à 20 cm, couchées ou ascendantes. Les feuilles inférieures sont obovales ou oblongues, ciliées à la base ; les supérieures sont linéaires, souvent fasciculées.

### Appareil reproducteur

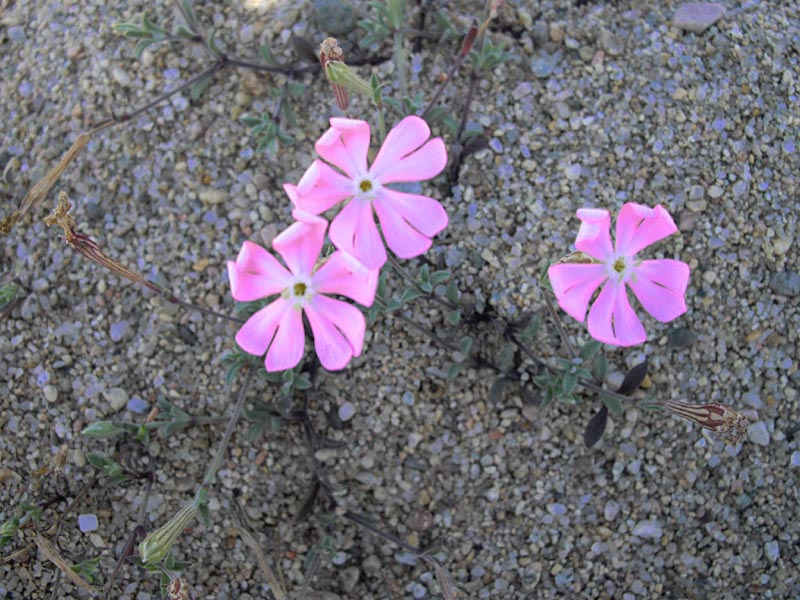
Fleurs (Corse).

La floraison a lieu de mars à juin. Les fleurs sont roses, assez grandes, un peu inclinées, jusqu'au nombre de trois au sommet de la tige et des rameaux. Le calice est allongé, tubuleux, non ombiliqué, contracté au-dessous de la capsule et non au sommet, à dents lancéolées, soyeux. La corolle a un diamètre de 10 à 15 mm. Les pétales sont bifides, couronnés d'écailles oblongues, à onglet saillant, non auriculé. Le fruit est une capsule ovoïde, plus courte que le carpophore pubescent. La floraison se déroule de mars à juin.

## Habitat et écologie

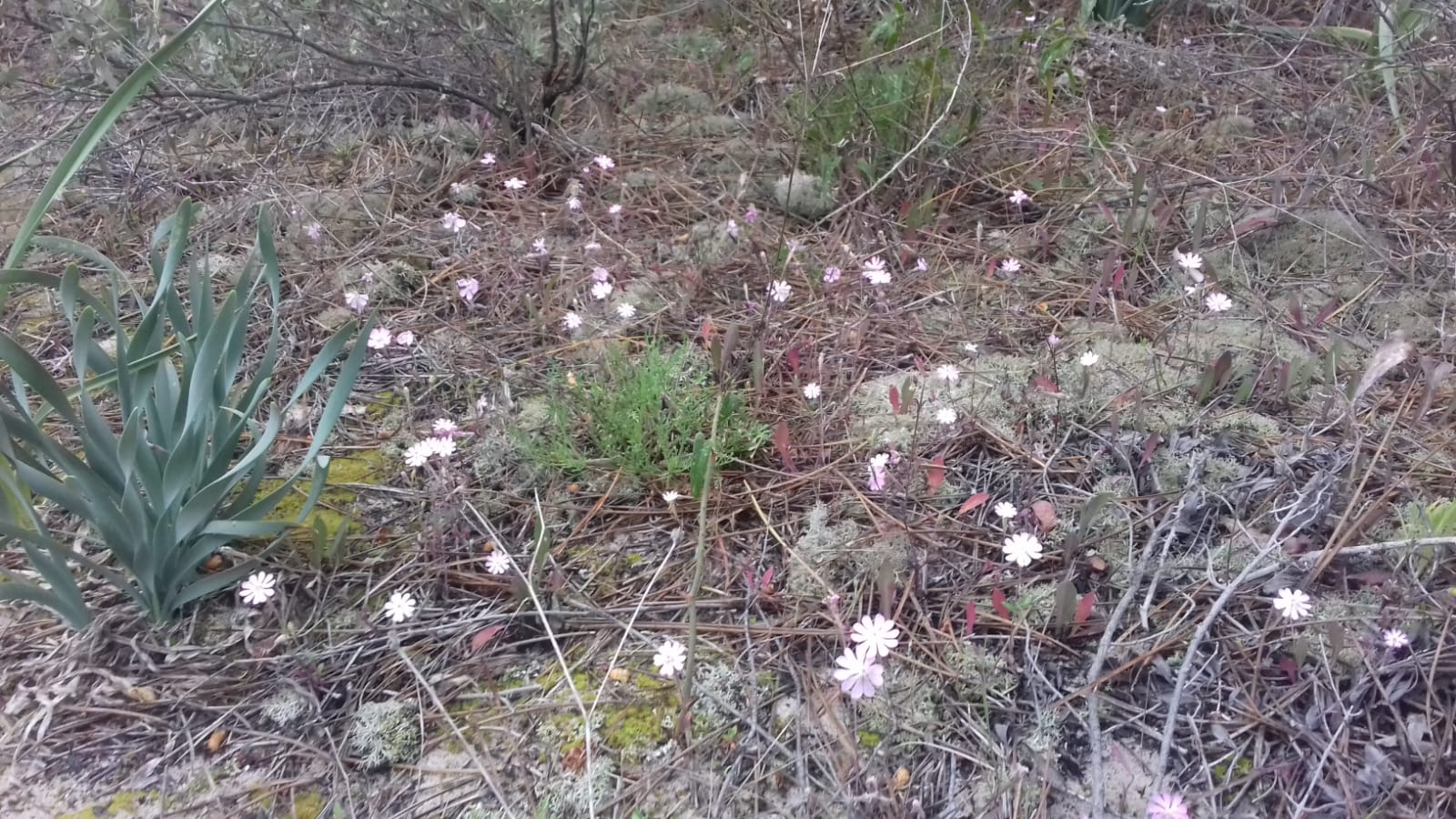
Groupe de Silènes soyeux sur tapis d'aiguilles de Pin (Corse du Sud).

La plante pousse notamment sur les sables maritimes. C'est une espèce indicatrice des pelouses dunales des Malcolmietalia. Elle forme une combinaison caractéristique du Catapodio marini-Senecionetum transeuntis et du Catapodio marini-Mesembryanthemetum nodiflori.

## Répartition
Le Silène soyeux est endémique de l'ouest de la région méditerranéenne. Son aire de répartition recouvre les côtes de la Provence, de la Corse, des îles Baléares, de l'Italie, de la Sicile. Elle est absente en Sardaigne,.
L'espèce est inscrite en « préoccupation mineure » (LC) sur la Liste rouge de la flore vasculaire de France métropolitaine (2019) et la Liste rouge régionale de la flore vasculaire de Corse.

## Systématique
Ce taxon porte en français le nom vulgaire « Silène soyeux »,,.
L'espèce est décrite en premier en 1785 par le botaniste piémontais Carlo Allioni, qui la classe dans le genre Silene sous le nom binominal Silene sericea.
Silene sericea a pour synonymes :
- Silene hirta Willd.
- Silene mandralisci Parl.
- Silene pubescens Loisel.

Une variété, Silene sericea var. balearica, est décrite par le botaniste saxon Heinrich Moritz Willkomm en 1876, dans le sud de
Mallorca. Elle est élevée au rang d'espèce, sous le nom Silene migjornensis, par Gonyalons et al. en 2019.